# EurAsia Cup 2014
De EurAsia Cup presented by DRB-HICOM is een golftoernooi tussen een Europees en een Aziatisch team. Ieder team bestaat uit tien golfprofessionals. Het toernooi telt mee voor de Europese - en Aziatische PGA Tour. De formule is als bij de Ryder Cup. 
De eerste editie was in 2014 en werd van 28-30 maart gespeeld op de Garden Course van de Glenmarie Golf & Country Club in Maleisië. Dat is vijftien jaar nadat het eerste Maleisisch Open werd gespeeld, het eerste toernooi dat voor de twee Tours telde. Het toernooi wordt mede ondersteund door de PGA van Maleisië en de overheid. Als extra propaganda voor dit toernooi heeft de organisatie gratis tickets uitgeloofd aan alle winnaars van de maandbekers die in februari worden gespeeld op 30 verschillende clubs in Maleisië en Singapore. Kinderen tot 16 jaar hebben gratis toegang.

## Teams-selectie
Europa nam de top vier spelers van de Race To Dubai van het einde van het voorgaande jaar op en de top 4 van de wereldranglijst. Verder had de captain twee wilcards.

Azië nam de top vier spelers van de Aziatische Order of Merit op, drie spelers van de wereldranglijst en drie spelers kregen een wildcard.

In december 2013 werd bekendgemaakt dat Miguel Ángel Jiménez en Thongchai Jaidee als captains zouden aantreden.

## Schema
Alle spelers spelen iedere dag.
- dag 1: 5 4-ball matches
- dag 2: 5 foursome matches
- dag 3: 10 singles matches

### Dag 1
De eerste dag was veelbelovend voor het Europese team, alle vijf partijen werden gewonnen.
| Miguel Jiménez & Pablo Larrazábal      | 2&1          | Thongchai Jaidee & Kiradech Aphibarnrat |
| Thomas Björn & Thorbjörn Olesen        | na 20 holes  | Koumei Oda & Hideko Tanihara            |
| Victor Dubuisson & Joost Luiten        | 3&2          | Prayad Marksaeng & Sidikur Rahman       |
| Gonzalo Fz-Castaño & Stephen Gallacher | 4&3          | Gaganjeet Bhullar & Anirban Lahiri      |
| Graeme McDowell & Jamie Donaldson      | 3&1          | Hyong-sung Kim & Nicholas Fung          |
|                                        | Totaal 5 - 0 |                                         |

### Dag 2
Op dag 2 waren weer vijf punten te verdelen. Azië won twee partijen, Europa slechts eentje en twee partijen eindigden all-square.
| Foursomes                              | Foursomes | Foursomes                               |
| Europa                                 | Score     | Azië                                    |
| -------------------------------------- | --------- | --------------------------------------- |
| Miguel Jiménez & Pablo Larrazábal      | A/S       | Thongchai Jaidee & Kiradech Aphibarnrat |
| Thomas Björn & Thorbjörn Olesen        | 4&3       | Hyong-sung Kim & Prayad Marksaeng       |
| Gonzalo Fz-Castaño & Stephen Gallacher | A/S       | Koumei Oda & Hideko Tanihara            |
| Victor Dubuisson & Joost Luiten        | 1 up      | Anirban Lahiri & Sidikur Rahman         |
| Graeme McDowell & Jamie Donaldson      | 2&1       | Gaganjeet Bhullar & Nicholas Fung       |
| Dag 1                                  | 5 - 0     |                                         |
| Dag 2                                  | 2 - 3     |                                         |
| Totaal                                 | 7 - 3     |                                         |

### Dag 3
Dag 3 begon met een overwinning van Jimenez, en gelukkig won Joost Luiten ook zijn partij want anders zou Azië het toernooi gewonnen hebben.
| Singles            | Singles | Singles              |
| Europa             | Score   | Azië                 |
| ------------------ | ------- | -------------------- |
| Miguel Jiménez     | 1up     | Nicholas Fung        |
| Miguel Jiménez     | 1up     | Nicholas Fung        |
| Graeme McDowell    | 3&2     | Thonchai Jaidee      |
| Thomas Björn       | 2&1     | Kiradech Aphibarnrat |
| Jamie Donaldson    | A/S     | Prayad Marksaeng     |
| Pablo Larrázabal   | 4&2     | Hyung-sung Kim       |
| Victor Dubuisson   | 2&1     | Anirban Lahiri       |
| Joost Luiten       | 1 up    | Koumei Oda           |
| Gonzalo Fz Castaño | A/S     | Hideto Tanihara      |
| Stephen Gallacher  | 1 up    | Siddikur Rahman      |
| Dag 1              | 5 - 0   |                      |
| Dag 2              | 2 - 3   |                      |
| Dag 3              | 3 - 7   |                      |
| Totaal             | 10 - 10 |                      |

## Spelers
| Europa - Thomas Bjørn - Jamie Donaldson - Victor Dubuisson - Gonzalo Fernández-Castaño - Stephen Gallacher - Miguel Ángel Jiménez, playing captain - Pablo Larrazábal WC - Joost Luiten - Graeme McDowell - Thorbjørn Olesen WC | Azië - Kiradech Aphibarnrat - Gaganjeet Bhullar - Thongchai Jaidee, playing captain - Nicholas Fung WC - Hyung-sung Kim - Anirban Lahiri - Koumei Oda - Siddikur Rahman - Hideto Tanihara - Prayad Marksaeng WC |

WC = wildcard
De captains spelen beiden mee en hebben een vice-captain aangesteld die niet meespeelt. Voor Europa is dat Des Smyth, voor Azië is dat Boonchu Ruangkit. 